# Ottawa (Schiff)
Die Ottawa war ein 1888 in Dienst gestelltes, britisches Tankschiff der Anglo-American Oil Company, das 1921 aus nicht sicher geklärten Gründen im Nordatlantik sank, wobei die gesamte Besatzung ums Leben kam.

## Technische Daten
Die Ottawa war 94,31 m lang und 12,29 m breit. Der Tiefgang bei voller Beladung lag bei 8,58 m. Der Tanker war mit 2.742 BRT vermessen und konnte bis zu 3.500 Tonnen Öl transportieren. Zwei Dampfkessel und eine dreizylindrige Dreifach-Expansionsmaschine mit 1.500 PSi ermöglichten dem Schiff eine Höchstgeschwindigkeit von etwa 12,5 kn (rund 23 km/h). Die Besatzung bestand normalerweise aus 34 Mann.

## Geschichte des Schiffes
Der Tanker war ursprünglich im Jahr 1888 unter dem Namen Elbruz auf der Werft von Armstrong, Mitchell & Company im englischen Elswick (einem Bezirk von Newcastle upon Tyne) gebaut worden. Der Stapellauf fand am 27. September 1888 statt. Nach der Indienstnahme im Oktober 1888 fuhr die Elbruz zunächst sieben Jahre lang für die englische Kerosene Company, einer Tochtergesellschaft der in London sitzenden Elbruz Steamship Company, die später in der Anglo-Caucasian Petroleum Company aufging. Das Schiff befuhr in dieser Zeit zumeist die Route zwischen dem Vereinigten Königreich und dem Schwarzen Meer. Hierbei lief der Tanker unter anderem Batumi und Noworossijsk an.
Im Jahr 1901 wurde die Elbruz an die Anglo-American Oil Company verkauft, die den Tanker unter dem neuen Namen Ottawa einsetzte. Heimathafen war weiterhin London. In den folgenden Jahren pendelte die Ottawa zwischen dem Vereinigten Königreich, der US-Ostküste und den Ölverladehäfen im Golf von Mexiko.

## Bergung eines Opfers derTitanic-Katastrophe
Am 6. Juni 1912, während die Ottawa sich auf dem Weg vom Golf von Mexiko nach Manchester befand, entdeckte die Besatzung des Schiffes etwa 950 Seemeilen ostsüdöstlich von St. John’s eine treibende Leiche im Meer. Der Leichnam, der sich noch in seiner Schwimmweste befand und so über Wasser gehalten wurde, wurde von der Besatzung der Ottawa geborgen. Bei der Untersuchung des bereits stark verwesten Körpers konnte eine Brieftasche mit den Initialen W. T. K. aufgefunden werden. Aufgrund dieses Fundes konnte der unbekannte Tote als William T. Kerley identifiziert werden. Wie später verifiziert wurde, war Kerley als Hilfssteward auf der Titanic angestellt gewesen. Während der beinahe zwei Monate im Meer (die Titanic war am 15. April 1912 gesunken) hatte die Leiche Kerleys durch die Strömungen im Atlantik rund 540 Seemeilen zurückgelegt. Infolge des stark fortgeschrittenen Zustandes der Verwesung wurde der Leichnam nach einer Trauerzeremonie an Bord der Ottawa in einer Seebestattung noch am gleichen Tag wieder dem Meer übergeben.

## Untergang derOttawa
Nachdem die Ottawa den Ersten Weltkrieg unbeschadet überstanden hatte – sie stand zwischen 1914 und 1918 im Dienst der britischen Admiralität und fuhr als Versorgungstanker –, kehrte das Schiff 1919 in den zivilen Dienst zurück und nahm seine Fahrten auf der Route zwischen dem Vereinigten Königreich und den Ölverladehäfen im Golf von Mexiko wieder auf.
Im Januar 1921 befand sich der Tanker mit rund 3.500 Tonnen Öl an Bord auf dem Weg nach Manchester, als er Anfang Februar 1921 vor der US-Ostküste, etwa 360 Seemeilen östlich von Delaware, in die Ausläufer eines Hurrikans geriet. Die Ottawa hatte am 6. Februar 1921 noch kurzzeitig Funkkontakt zu dem britischen Frachtdampfer Dorington Court (4.777 BRT) gehabt, meldete sich danach jedoch nicht mehr. Weder von dem Schiff noch von der Besatzung wurde je wieder eine Spur gefunden.
Sowohl der Untergangszeitpunkt als auch die genaue Position des Sinkens sind unbekannt. Ebenso ist unklar, was letztlich zum Untergang geführt hat. Möglicherweise hielt der Rumpf des zu diesem Zeitpunkt bereits über 32 Jahre alten Schiffes den Sturmgewalten nicht mehr stand und der Tanker brach auseinander. Auch eine sogenannte Monsterwelle oder ein Maschinenschaden, die Ottawa wurde nur von einer zum damaligen Zeitpunkt bereits stark veralteten und vergleichsweise leistungsschwachen Dreifachexpansionsmaschine angetrieben, deren Ausfall zu einem Querschlagen und zu einem damit verbundenen Kentern hätte führen können, könnten den Untergang verursacht haben. Mit dem Schiff geriet die gesamte Besatzung von 34 Mann in Verlust.